# Begotten
Begotten – surrealistyczny film autorstwa Eliasa Merhige, cieszący się opinią oryginalnego lecz jednocześnie kontrowersyjnego obrazu. Powstał w 1990 roku.
Film zaczyna się od sekwencji śmierci boga, która dokonuje się poprzez jego samobójstwo, czego owocem są narodziny bliżej nieokreślonych istot zbliżonych kształtem i zachowaniem do ludzi. Obraz w postprodukcji został w znaczny sposób zniekształcony, wprowadzono do niego wiele „szumów”. Pomimo nietypowej, trudnej do przyjęcia estetyki, film został uznany przez magazyn Time za jeden z najlepszych filmów 1991.
Fragmenty filmu zostały wykorzystane w teledysku Marilyna Mansona pod tytułem „Cryptorchid”.